# Hlevni Vrh
Hlevni Vrh je naselje v Občini Logatec.